# Delosperma cronemeyerianum
Delosperma cronemeyerianum är en isörtsväxtart som först beskrevs av Alwin Berger, och fick sitt nu gällande namn av Hans Jacobsen. Delosperma cronemeyerianum ingår i släktet Delosperma, och familjen isörtsväxter. Inga underarter finns listade i Catalogue of Life.